# Aglikozuria

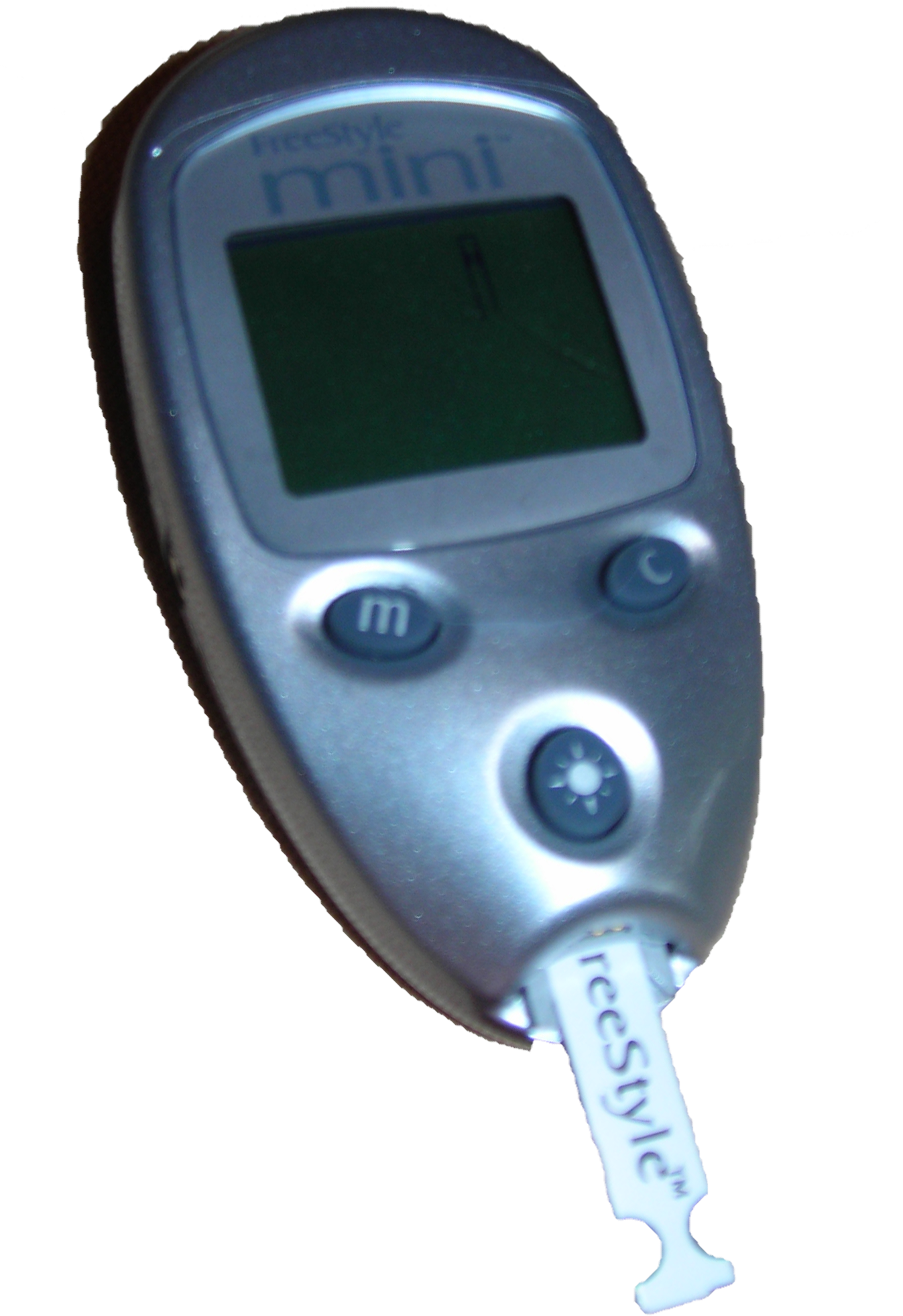
Glukometr – urządzenie służące do pomiaru poziomu glukozy we krwi.

Aglikozuria – stan, w którym w moczu pacjenta nie stwierdza się obecności glukozy.
Aglikozuria w moczu dobowym jest celem leczenia cukrzycy (szczególnie cukrzycy typu 2) i przy prawidłowym progu nerkowym dla glukozy jest wskaźnikiem jej dobrego wyrównania metabolicznego.
Przy cukrzycy typu 1, podczas której konieczne jest stosowanie hormonu – insuliny, dążenie do całkowitego "odcukrzenia" moczu może doprowadzić do niedocukrzenia (hipoglikemii) krwi i wszystkich wynikających z tego powikłań, mogących w niektórych przypadkach doprowadzić nawet do śmierci pacjenta. Z tego powodu u chorych na ten typ cukrzycy (szczególnie u osób niepełnosprawnych) a także u chorych z cukrzycą chwiejną, świadomie dopuszcza się do wydalania z moczem niewielkiej ilości glukozy, co pozwala zachować pewien margines bezpieczeństwa.
W przypadku podwyższenia progu nerkowego dla glukozy, występującego np.: u osób starszych, przy niektórych chorobach nerek lub w cukrzycowej chorobie nerek mimo nieobecności glukozy w moczu stężenie tego cukru we krwi może być wysokie.